# え段
え段（えだん）とは、五十音図において、上から4番目の段（第4段）である。え、け、せ、て、ね、へ、め、え(𛀁)、れ、ゑから成る。どの音にも、母音/e/が含まれる。
あ段 - い段 - う段 - え段 - お段